# داني بيرس (مصمم مطبوعات)
داني بيرس (بالإنجليزية: Danny Pierce)‏ هو مصمم مطبوعات أمريكي، ولد في 10 سبتمبر 1920 في ووودلاكي في الولايات المتحدة، وتوفي في 6 مارس 2014 في كينت في الولايات المتحدة.